# Punctizetes penicillifer
Punctizetes penicillifer är en kvalsterart som beskrevs av Hammer 1971. Punctizetes penicillifer ingår i släktet Punctizetes och familjen Austrachipteriidae. Inga underarter finns listade i Catalogue of Life.